# Divinità egizia

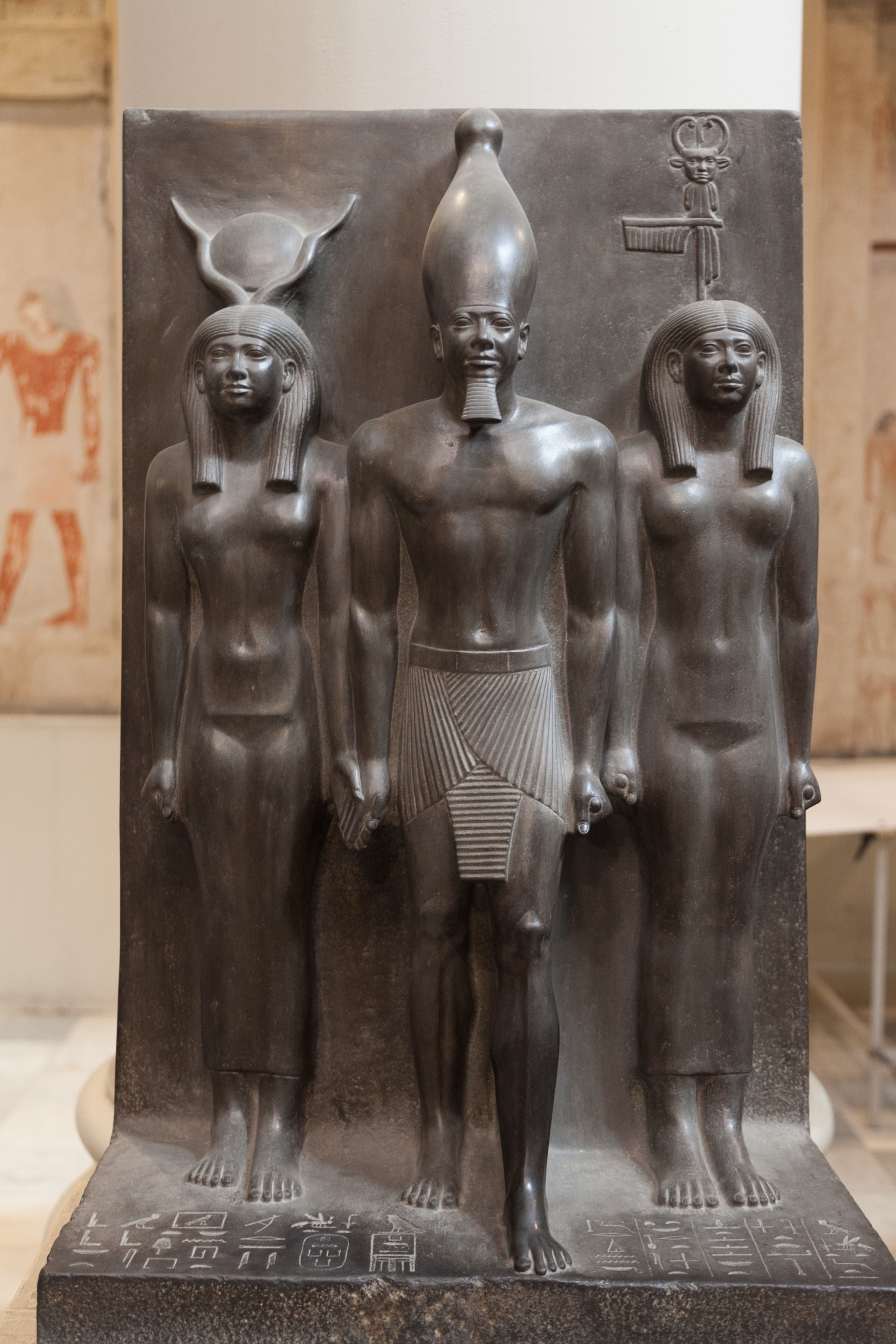
Il faraone Micerino (ca. 2530 - 2510 a.C.) affiancato da Hathor e dalla personificazione del VII nomo dell'Alto Egitto Museo egizio del Cairo.

Le divinità egizie potevano rappresentare i fenomeni naturali, quelli sociali oppure i concetti astratti. Questi dei e dee appaiono virtualmente in ogni aspetto della civiltà egizia, e più di 1500 di loro sono conosciuti per nome. 
Molti testi egiziani menzionano i nomi delle divinità senza indicare il loro carattere o un ruolo specifico, mentre altri testi si riferiscono a ben definite divinità senza nemmeno indicare il proprio nome, perciò una lista completa di essi è assai difficoltosa da stilare. Non risulta però che gli Egizi abbiano mai avvertito il bisogno di stabilire un inventario delle proprie divinità - a differenza di altri popoli dell'antichità, quali gli Ittiti, che realizzarono laboriose liste di concordanze fra i loro dei e quelli delle nazioni vicine. Nel pantheon egizio, difatti, le divinità apparivano, scomparivano, cambiavano nomi, attributi, caratteristiche e funzioni a seconda delle circostanze: si ha traccia altresì di alcuni repertori di divinità, ma si riferiscono a un contesto limitato e sono finalizzati ad applicazioni ben precise. La tomba del faraone Ramses VI (1144 - 1136 a.C.), la KV9 della Valle dei Re, è un monumento dedicato a "tutti gli dei della Duat", cioè del mondo dei morti, per cui il re avrebbe composto un catalogo per "rinnovare" i loro nomi. A tale genere di lista corrispondono liste di dèi, l'ordine e la natura dei quali sono sempre variabili - come le serie di divinità stilate nell'ambito di culti locali e i manuali di geografia religiosa come il "Libro del Fayyum", il papiro geografico di Brooklyn e il Papiro Jumilhac. Nel Tempio funerario di Seti I ad Abido compaiono due liste sotto forma di litania, complessivamente di 113 divinità raggruppate per cappelle o santuari. Era comune che, in epoca tarda, le pareti nei naos contenenti le effigi delle divinità riportassero rappresentazioni che inventariavano le immagini divine della località (cataloghi simili sono stati scoperti a Tod e Dendera); similmente, la grande lista di divinità sulle pareti del santuario di Amon a Hibis, nell'oasi di Kharga, elenca le immagini di divinità onorate nei grandi centri di culto raggruppati in base al nomo di appartenenza - senza la pretesa di comporre un quadro esaustivo del pantheon egizio.

## Lista parziale delle divinità

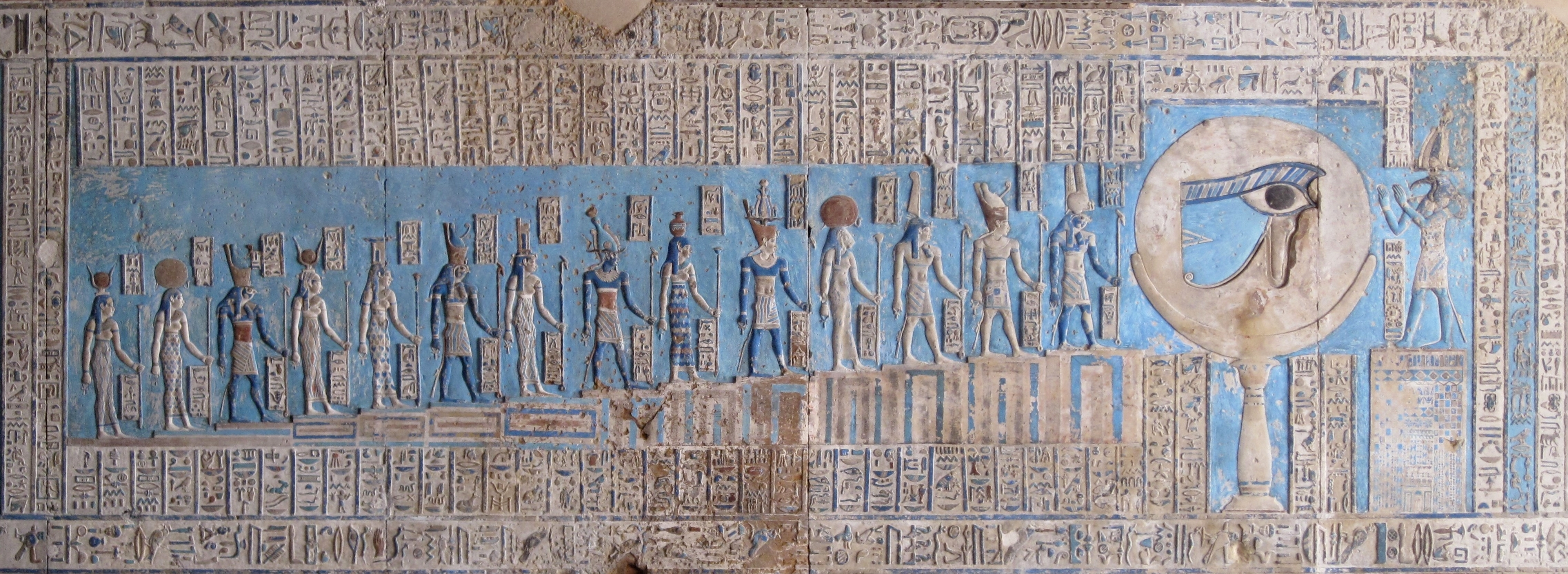
Rilievo sul soffitto della grande sala ipostila del Tempio di Dendera raffigurante una processione di divinità verso il disco lunare sorretto da un pilastro, contenente l'Occhio di Horo e adorato da Thot.

La lista che segue si propone di elencare, fra quelle fatte oggetto di culto nel corso della plurimillenaria storia egizia, quante più divinità, creature mitologiche e persone e astrazioni divinizzate possibile - ferma restando l'oggettiva difficoltà nello stilarne una lista completa: si tratta di un elenco necessariamente parziale.
| Nome                       | Caratteristiche | Varianti del nome                                         | Rappresentazione |
| -------------------------- | --- | --------------------------------------------------------- | ---------------- |
| Aa                         | Dio creatore minore, menzionato con Uai nel Tempio di Edfu. |                                                           |                  |
| Abeshimiduat               | Dio funerario minore. |                                                           |                  |
| Abi                        | Dio-leopardo funerario. |                                                           |                  |
| Aha                        | Dio protettivo della danza e della musica, simile a Bes ma limitatamente identificato con Thot.                                                                                           | Ahatj                                                     |                  |
| Ahat                       | Paredra di Aha. |                                                           |                  |
| Ahmose Nefertari           | Regina della XVIII dinastia, divinizzata e oggetto di un culto intenso con il figlio Amenofi I.                                                                                           |                                                           |                  |
| Aker                       | Dio della terra e dell'orizzonte. |                                                           |                  |
| Akhti                      | Arcaico dio-ibis venerato dai faraoni della II dinastia. |                                                           |                  |
| Amaa                       | Dio funerario minore dello "Amduat", detto "Divoratore d'asini". |                                                           |                  |
| Amdjeru                    | Dea funeraria minore, divoratrice, vivente nella Seconda Ora della notte |                                                           |                  |
| Ammit                      | Mostro divoratore dei cuori dei malvagi. | Ammut                                                     |                  |
| Amenhotep (figlio di Hapu) | Scriba e architetto di Amenofi III, divinizzato per la sua saggezza. | Amenofi                                                   |                  |
| Am-eh                      | Pericoloso dio degli inferi. |                                                           |                  |
| Amenemope                  | Dio della fertilità e dell'agricoltura | Amon-Min, Min- Kamutef                                    |                  |
| Amenofi I                  | Secondo faraone della XVIII dinastia, divinizzato e oggetto di un culto intenso con la madre Ahmose Nefertari.                                                                            | Djeserkara                                                |                  |
| Amon                       | Dio creatore celeste d'importanza nazionale, patrono di Tebe e preminente durante il Nuovo Regno.                                                                                         | Ammone                                                    |                  |
| Amonet                     | Paredra di Amon e membro dell'Ogdoade. | Amaunet                                                   |                  |
| Amon-Ra                    | Re degli dei e capo del pantheon, fusione tra il dio nazionale Amon e il dio-sole Ra. |                                                           |                  |
| Anat                       | Dea guerriera siriaca della fertilità, nel pantheon egizio dal Medio Regno. |                                                           |                  |
| Anditi                     | Dio arcaico di carattere patriarcale soppiantato da Osiride. |                                                           |                  |
| Anput                      | Paredra di Anubi. | Anupet, Input                                             |                  |
| Anti                       | Dio-falco adorato soprattutto ad Anteopoli nel Medio Egitto, traghettatore delle maggiori divinità.                                                                                       |                                                           |                  |
| Antinoo                    | Amante divinizzato dell'imperatore romano Adriano e venerato ad Antinopoli, nell'Alto Egitto.                                                                                             | Osirantinoo                                               |                  |
| Anubi                      | Dio-sciacallo dell'imbalsamazione e protettore dei morti. | Anubis, Anepu, Inpu                                       |                  |
| Anuqet                     | Dea delle frontiere meridionali dell'Egitto, in particolare delle minori cateratte del Nilo; sorella di Satet.                                                                            |                                                           |                  |
| Apedemak                   | Dio-leone guerriero popolare nella Bassa Nubia. |                                                           |                  |
| Aperetiset                 | Consorte di Min venerata ad Akhmim, simile a Hathor. | Aperetaset, Aperet-Isis                                   |                  |
| Api                        | Toro vivo adorato a Menfi come divina incarnazione di Ptah. |                                                           |                  |
| Apopi                      | Malevolo demone-serpente, personificazione del caos e della tenebra; acerrimo nemico notturno di Ra negli inferi.                                                                         | Apofi, Apofis                                             |                  |
| Aput                       | Dio messaggero minore. | Apt                                                       |                  |
| Aqedis                     | Dio nubiano simile a Ptah. |                                                           |                  |
| Aqen                       | Traghettatore delle anime dei defunti - come Kherti e Aker. |                                                           |                  |
| Arensnufi                  | Dio-leone popolare nella Bassa Nubia in epoca greco-romana. | Irihemesnefer                                             |                  |
| Arpocrate                  | Horus bambino e guaritore, deificazione del sole che sorge. | Horpakhered                                               |                  |
| Ash                        | Dio del deserto libico e delle oasi occidentali. |                                                           |                  |
| Astarte                    | Divinità della guerra siriaca e cananea, nel pantheon egizio dal Nuovo Regno. |                                                           |                  |
| Aton                       | Il disco solare, oggetto della controversa monolatria di Akhenaton. | Aten, Iton, Iten                                          |                  |
| Atum                       | Divinità della creazione nella teologia eliopolitana, dio solare, Signore dell'Enneade.                                                                                                   | Tum, Tem, Temu                                            |                  |
| Baal                       | Dio asiatico del cielo e della tempesta, nel pantheon egizio dal Nuovo Regno. | Belo                                                      |                  |
| Ba'alat Gebal              | Patrona della città fenicia di Biblo, poi adottata dalla religione egizia. |                                                           |                  |
| Babi                       | Dio-babbuino funerario, molto aggressivo e libidinoso. |                                                           |                  |
| Banebdjedet                | Dio-ariete della città di Mendes. |                                                           |                  |
| Ba-Pef                     | Malevolo dio funerario venerato dalle regine. |                                                           |                  |
| Basepef                    | Dio-ariete del raccolto. | Bapef                                                     |                  |
| Bastet                     | Benevola dea leonina (poi gatta) della fertilità, patrona di Bubasti. | Bast                                                      |                  |
| Basti                      | Una delle quarantadue deità giudicanti partecipanti del giudizio di Osiride. |                                                           |                  |
| Bat                        | Arcaica dea-vacca sacra assorbita da Hathor. |                                                           |                  |
| Bata                       | Dio taurino poco documentato. |                                                           |                  |
| Befen                      | Uno dei sette scorpioni seguaci di Iside. |                                                           |                  |
| Benu                       | Divino airone di carattere solare. |                                                           |                  |
| Bes                        | Popolarissimo nano apotropaico, patrono delle partorienti, dei bambini e "Signore del divertimento".                                                                                      | Bisu                                                      |                  |
| Beset                      | Paredra di Bes. |                                                           |                  |
| Buchis                     | Toro vivo adorato a Tebe come divina incarnazione di Montu. | Bakh, Bakha                                               |                  |
| Dedùn                      | Dio nubiano elargitore d'incenso e di altre risorse dalla Nubia. | Deduen                                                    |                  |
| Denuen                     | Feroce dio-serpente capace di annientare gli altri dei. |                                                           |                  |
| Djedefhor                  | Principe della IV dinastia ricordato come grande sapiente e divinizzato. | Hordjedef                                                 |                  |
| Djefa                      | Dio legato all'alimentazione. |                                                           |                  |
| Duamutef                   | Figlio di Horus. |                                                           |                  |
| Dunanui                    | Dio-falco venerato nel 18° nomo dell'Alto Egitto. |                                                           |                  |
| il Faraone                 | Signore dell'Alto e Basso Egitto, dio vivente, incarnazione di Horus, figlio di Ra e, morto, signore dell'Oltretomba in quanto Osiride.                                                   |                                                           |                  |
| Fetket                     | Servitore e "coppiere" di Ra nell'aldilà. |                                                           |                  |
| Geb                        | Dio della terra e membro dell'Enneade. | Seb                                                       |                  |
| Gengenuer                  | Oca primordiale partecipe della creazione del mondo; immagine di Amon. |                                                           |                  |
| Ha                         | Dio del deserto libico e delle oasi occidentali (di cui è creatore). |                                                           |                  |
| Hapi                       | Figlio di Horo. |                                                           |                  |
| Hapy                       | Personificazione della piena e della conseguente fertilità del fiume Nilo |                                                           |                  |
| Harmakis                   | Dio solare assimilato a Khepri e alla Grande Sfinge di Giza. |                                                           |                  |
| Hathor                     | Rilevantissima dea solare del cielo, del sole, della gioia, della sessualità, della maternità, della musica, della danza, delle terre straniere e delle mercanzie, oltre che dell'aldilà. | Huthor                                                    |                  |
| Hatmehit                   | Dea-pesce venerata a Mendes. |                                                           |                  |
| Hededet                    | Dea-scorpione minore. |                                                           |                  |
| Hehu                       | Personificazione dell'infinito e membro dell'Ogdoade. | Heh, Hah                                                  |                  |
| Heka                       | Dio bambino, personificazione della magia. |                                                           |                  |
| Hekaib                     | Governatore locale durante il regno di Pepi II, poi divinizzato. | Pepinakht                                                 |                  |
| Heket                      | Dea-rana della fertilità e della rigenerazione molto invocata dalle partorienti. | Heqet, Heqtit, Hektit                                     |                  |
| Hemen                      | Raro dio-falco simile a Horus, venerato localmente nell'Alto Egitto. |                                                           |                  |
| Hereret                    | Perfido serpente del caos, nemico di Ra e combattuto dalle Ore. |                                                           |                  |
| Heretkau                   | Dea minore dell'Oltretomba e della fondazione dei templi. |                                                           |                  |
| Hershef                    | Dio-ariete adorato a Eracleopoli, dai Greci associato a Dioniso ed Eracle. |                                                           |                  |
| Hesat                      | Dea-vacca di carattere materno, poi assorbita da Hathor. |                                                           |                  |
| Hetepbakef                 | Divinità arborea di Menfi. | Hetepbaqef                                                |                  |
| Hetepes-Sekhus             | Dea-cobra funeraria accompagnata da coccodrilli. |                                                           |                  |
| Horakhti                   | Aspetto solare di Horus. | Harakhte                                                  |                  |
| Hordesher                  | Personificazione del pianeta Marte. | Hordesheru, Seba-iabti-pet                                |                  |
| Horkapet                   | Personificazione del pianeta Saturno. |                                                           |                  |
| Horuepeshtaui              | Personificazione del pianeta Giove. | Seba-resit-pet, Seba-shemsu-en-pet, Hortashtaui           |                  |
| Horus                      | Dio-falco maggiore di carattere celeste e solare, patrono della regalità ed effigie divina del faraone.                                                                                   | Hor, Heru                                                 |                  |
| Horus-Iunmutef             | Aspetto funerario di Horus, qui inteso però come "Protettore di sua madre". | Sameref                                                   |                  |
| Hu                         | Personificazione della parola creatrice. |                                                           |                  |
| Huhet                      | Paredra di Hu. |                                                           |                  |
| Hurun                      | Dio cananeo popolare in Egitto dalla XVIII dinastia, assimilato alla Grande Sfinge di Giza e a Harmakis.                                                                                  | Hauron, Horan, Choron                                     |                  |
| Iah                        | Personificazione della luna. | Iah-Djeuti                                                |                  |
| Ianiu                      | Dio-babbuino o cercopiteco funerario dell'Antico Regno. | Ioniu                                                     |                  |
| Iaret                      | Dea-cobra della morte e della rinascita. | Uaret, Aret                                               |                  |
| Iat                        | Dea del latte materno e dell'accudimento infantile. |                                                           |                  |
| Igai                       | Dio minore delle oasi. |                                                           |                  |
| Ihi                        | Dio bambino della musica e della gioia prodotta dal suono del sistro. |                                                           |                  |
| Imentet                    | Deificazione delle necropoli occidentali e aspetto funerario di Iside e Hathor. | Amentit, Ament                                            |                  |
| Imhotep                    | Architetto e visir del faraone Djoser, infine divinizzato come patrono della medicina. |                                                           |                  |
| Imset                      | Figlio di Horo. | Amset, Mesti, Mesta                                       |                  |
| Ipetueret                  | Dea del parto venerata a Tebe. | Opertueret                                                |                  |
| Ipetueretemkhetnut         | Dea-ippopotamo tutelare di un mese dell'anno egizio. |                                                           |                  |
| Ipi                        | Benevola dea-ippopotamo minore, aspetto di Ipetueret. |                                                           |                  |
| Ištar                      | Versione semitica di Astarte, sporadicamente nel pantheon egizio. |                                                           |                  |
| Isfet                      | Personificazione del caos, antitesi di Maat. |                                                           |                  |
| Isi                        | Visir durante la VI dinastia, venerato a Edfu come dio durante il Medio Regno e nel Secondo periodo intermedio.                                                                           |                                                           |                  |
| Iside                      | Veneratissima moglie di Osiride e madre di Horus, legata ai riti funerari, alla maternità e alla magia; progressivamente penetrata anche nella religione greco-romana.                    | Aset, Iset                                                |                  |
| Iside-Sopedet              | Sposa di Serapide e fusione tra Iside, Sopedet, Maat e Hathor - poi legata alla greca Demetra.                                                                                            |                                                           |                  |
| Iunmutef                   | Dio funerario di carattere filiale, legato a Sameref e Horus-Iunmutef. |                                                           |                  |
| Iusaas                     | Paredra di Atum. | Iusaset                                                   |                  |
| Kakau                      | Dio taurino comparso nel Medio Regno, assimilato a Geb, Amon, Min e al Faraone. |                                                           |                  |
| Kamutef                    | Dio-toro tebano, associato ad Amon e Min. | Kamefis                                                   |                  |
| Kemuer                     | Dio funerario legato ai Laghi amari e al Lago di Timsah. |                                                           |                  |
| Khemi                      | Uno dei quarantadue "Giudici di Maat" partecipanti del giudizio di Osiride. |                                                           |                  |
| Khensit                    | Dea legata alle corone e al fuoco, consorte di Sopdu. |                                                           |                  |
| Khentamentyu               | Dio-sciacallo funerario adorato ad Abido. |                                                           |                  |
| Khentekhtai                | Dio-coccodrillo, poi falco, adorato ad Atribi. | Khentikheti                                               |                  |
| Khenti-irti                | Dio-falco guaritore dei ciechi. | Mekhenti-irti                                             |                  |
| Khepesh                    | Divinità della omonima costellazione, corrispondente all'Orsa Maggiore. | Mesekhtiu                                                 |                  |
| Khepeshemkhef              | Variante di Khepesh d'epoca romana. |                                                           |                  |
| Khepeshenpetmehtit         | Variante di Khepesh nel Nuovo Regno. | Mesektiuenpetmhetit                                       |                  |
| Khepri                     | Dio-scarabeo creatore e solare, aspetto mattutino di Ra legato all'eterna rinascita. | Kheper, Khepera                                           |                  |
| Kheribakef                 | Divinità arborea di Menfi. | Kheribaqef                                                |                  |
| Kherti                     | Dio-ariete degli inferi. |                                                           |                  |
| Khnum                      | Dio-ariete di Elefantina e delle piene del Nilo; limitatamente adorato come creatore del genere umano.                                                                                    | Khnubis, Khnumis, Khnuphis                                |                  |
| Khonsu                     | Dio lunare adolescente, figlio di Amon e Mut. | Khensu, Khonshu                                           |                  |
| Kuk                        | Dio-rana della tenebra primordiale, membro dell'Ogdoade. | Kek, Keku, Kekui                                          |                  |
| Kuket                      | Paredra di Kuk. | Keket, Kekuit                                             |                  |
| Maahes                     | Dio-leone guerriero, figlio di Bastet. | Mihos, Maihes                                             |                  |
| Maat                       | Personificazione della verità, della giustizia e dell'ordine cosmico. |                                                           |                  |
| Mafdet                     | Dea-leopardo paredra di Mafed e predatrice di creature pericolose. |                                                           |                  |
| Mafed                      | Dio felino di carattere funerario che illumina la strada alle anime dei defunti. |                                                           |                  |
| Mahaf                      | Traghettatore dell'Oltretomba, come Anti, Aqen, e Kherti. |                                                           |                  |
| Mandulis                   | Dio solare della Bassa Nubia raramente rappresentato. | Meruel                                                    |                  |
| Masetetef                  | Uno dei sette scorpioni seguaci di Iside. |                                                           |                  |
| Matet                      | Uno dei sette scorpioni seguaci di Iside. |                                                           |                  |
| Mehit                      | Dea-leonessa consorte di Onuris. |                                                           |                  |
| Menhit                     | Dea-leonessa della guerra. |                                                           |                  |
| Mehen                      | Benefico dio-serpente protettore della barca solare di Ra durante il suo viaggio notturno nel mondo dei morti.                                                                            |                                                           |                  |
| Mehetueret                 | Vacca sacra sorta dalle acque primordiali con il sole fra le corna. |                                                           |                  |
| Meret                      | Paredra di Hapy. |                                                           |                  |
| Merimutef                  | Dio funerario, aspetto di Osiride di carattere filiale. |                                                           |                  |
| Merimutef-em-taentem       | Dio funerario d'epoca greco-romana, figlio di Osiride e Iside. |                                                           |                  |
| Mertseger                  | Dea-cobra protettrice della Necropoli di Tebe. | Meretseger                                                |                  |
| Mesetet                    | Uno dei sette scorpioni seguaci di Iside. |                                                           |                  |
| Meskhenet                  | Dea del parto, "soffiatrice" dell'anima nel neonato. |                                                           |                  |
| Meskhenet-aakhet           | Aspetto di Nut come dea del parto. |                                                           |                  |
| Meskhenet-menkhet          | Aspetto di Nefti come dea del parto. |                                                           |                  |
| Meskhenet-neferet          | Aspetto di Iside come dea del parto. |                                                           |                  |
| Meskhenet-ueret            | Aspetto di Tefnut come dea del parto. |                                                           |                  |
| Miket                      | Dea minore di Elefantina. |                                                           |                  |
| Min                        | Dio itifallico della virilità e fecondità venerato a Copto e nel territorio del deserto orientale al di là di essa.                                                                       |                                                           |                  |
| Mnevis                     | Toro vivo adorato a Eliopoli come divina reincarnazione di Ra. | Meruer, Nemuer                                            |                  |
| Montu                      | Importante dio della guerra adorato a Tebe. | Mentu, Mont                                               |                  |
| Mut                        | Consorte di Amon e regina degli dei adorata a Tebe. |                                                           |                  |
| Nebetakhu                  | Dea dello "Amduat". |                                                           |                  |
| Nebetankh                  | Dea dello "Amduat" e delle nascite, associata a molte altre dee. |                                                           |                  |
| Nebethetepet               | Paredra di Atum. |                                                           |                  |
| Nebtauidjeser              | Primo dio della Prima Ora della notte nello "Amduat" e manifestazione di Anubi. | Nebtadjeser                                               |                  |
| Nedjitef                   | Dio funerario legato al faraone defunto e a Horus. |                                                           |                  |
| Nefertum                   | Dio del profumo e del fiore di loto primordiale da cui sorse il sole durante la creazione.                                                                                                | Nefertem                                                  |                  |
| Nefti                      | Dea dei riti funebri e della morte, piangente Osiride defunto con sorella Iside; sposa di Seth e madre di Anubi; membro dell'Enneade.                                                     | Nebthet, Nephtys                                          |                  |
| Nehebkau                   | Dio-serpente protettivo. |                                                           |                  |
| Nehmetaui                  | Dea minore, consorte di Nehebkau o Thot. |                                                           |                  |
| Neith                      | Dea arcaica della guerra e della caccia, patrona di Sais nel Basso Egitto. | Nit, Net                                                  |                  |
| Nekhbet                    | Dea-avvoltoio tutelare dell'Alto Egitto, adorata a Nekheb. |                                                           |                  |
| Nemti                      | Arcaico dio-falco errabondo e titolo onorifico di Anti. |                                                           |                  |
| Nepri                      | Dio del grano. | Neper, Nepra                                              |                  |
| Netjerduai                 | Personificazione del pianeta Venere. | Seba-dja, Seba-dja-Benu                                   |                  |
| Nun                        | Personificazione dell'informe, dell'abisso primordiale e membro 'Ogdoade. | Nu, Nenu, Nunu                                            |                  |
| Nunet                      | Paredra di Nun. | Naunet, Nunut                                             |                  |
| Nut                        | Grande dea del cielo e membro dell'Enneade. |                                                           |                  |
| Onuris                     | Dio guerriero e cacciatore. | Anhor, Anhur, Anhoret                                     |                  |
| Osiride                    | Fondamentale dio della morte e della risurrezione, re dell'aldilà, vivificatore della vegetazione, del Sole, dei morti.                                                                   | Osiri, Osiris, Asar, Aser, Uesir, Usire, Asare, Uasetiret |                  |
| Pakhet                     | Dea-leonessa venerata nella zona intorno a Beni Hasan. |                                                           |                  |
| Panebtaui                  | Dio bambino, figlio di Haroeris. |                                                           |                  |
| Penpen                     | Dio catalogatore delle offerte fatte ai defunti, limitato alla zona tebana e alla XIX e XX dinastia.                                                                                      |                                                           |                  |
| Peteese e Pihor            | Fratelli divinizzati, vissuti durante la XXVI dinastia egizia. |                                                           |                  |
| Petesuchos                 | Coccodrillo vivo adorato a Crocodilopoli in epoca romana come figlio del dio Sobek. | Padjisobek                                                |                  |
| Petet                      | Uno dei sette scorpioni seguaci di Iside. |                                                           |                  |
| Pneferos                   | Coccodrillo vivo adorato a Crocodilopoli. |                                                           |                  |
| Ptah                       | Divinità della creazione e degli artigiani, grande patrono di Menfi. | Ftah, Peteh                                               |                  |
| Ptah-Nun                   | Fusione di Ptah e dell'abisso primordiale Nun. |                                                           |                  |
| Ptah-Sokar-Osiride         | Dio dell'Oltretomba, fusione delle tre divinità del suo nome. |                                                           |                  |
| Ptireo                     | Dio-falco e coccodrillo d'origine nubiana, adorato in concomitanza con l'affermazione del Cristianesimo (V secolo d.C.).                                                                  |                                                           |                  |
| Qadesh                     | Dea siriaca e cananea della sessualità e delle estasi sacre, nel pantheon egizio dal Nuovo Regno.                                                                                         | Katesh, Kadesh                                            |                  |
| Qebehsenuf                 | Figlio di Horo. | Qebeshenuef                                               |                  |
| Ra                         | Primo dio solare, coinvolto nella creazione; padre degli dei e dei faraoni; patrono di Eliopoli.                                                                                          | Re, Rha                                                   |                  |
| Rait                       | Paredra di Ra nel Nuovo Regno. | Rat                                                       |                  |
| Ra-Horakhti                | Fusione di Ra e Horakhti. |                                                           |                  |
| Ramses II                  | I suoi colossi sulla facciata del Tempio maggiore di Abu Simbel furono oggetto di un culto speciale, duraturo e geograficamente circoscritto.                                             | Usermaatra Setepenra Ramessu Meriamon                     |                  |
| Rattaui                    | Paredra di Ra. | Raettaui                                                  |                  |
| Renenet                    | Dea agricola. |                                                           |                  |
| Reshef                     | Dio siriaco della guerra, nel pantheon egizio dal Nuovo Regno. |                                                           |                  |
| Renpet                     | Personificazione dell'anno. | Triphis                                                   |                  |
| Ruti                       | Doppio leone solare legato a Shu e uno dei quarantadue "Giudici di Maat". |                                                           |                  |
| Sameref                    | Dio funerario minore, legato a Iunmutef e Horus-Iunmutef. |                                                           |                  |
| Satet                      | Dea delle frontiere meridionali dell'Egitto. | Satis                                                     |                  |
| Sebeg                      | Personificazione del pianeta Mercurio. | Sebgu, Seba-en-Seth                                       |                  |
| Sebiumeker                 | Dio meroitico della procreazione. |                                                           |                  |
| Sefkhetabui                | Dea della scrittura in tutto simile a Seshat, ma meno antica. |                                                           |                  |
| Sekhmet                    | Dea-leonessa della guerra, temutissima, distruttiva e violenta ma capace di scongiurare le malattie.                                                                                      | Sachmis, Sakhmet                                          |                  |
| Sepa                       | Dio-millepiedi invocato contro i serpenti. |                                                           |                  |
| Serapide                   | Dio ellenistico, fusione di Osiride e Api con attributi di Ade, Demetra e Ramessuso. |                                                           |                  |
| Selkis                     | Dea-scorpione funeraria. | Serqet, Selqet                                            |                  |
| Seshat                     | Dea della scrittura, della conoscenza, dei registri e degli annali, raffigurata come scriba; moglie di Thot.                                                                              | Safkhet                                                   |                  |
| Seth                       | Ambiguo dio della violenza, del caos e della forza, del deserto e delle tempeste. Assassino del fratello Osiride e nemico di Horus, ma anche patrono del faraone.                         | Sutekh, Setesh, Suti                                      |                  |
| Shai                       | Personificazione del destino. |                                                           |                  |
| Shed                       | Dio della giovinezza e della caccia invocato contro i malefici. |                                                           |                  |
| Shesmetet                  | Dea-leonessa di carattere funerario, forse d'origine centrafricana. |                                                           |                  |
| Shesmu                     | Dio funerario del vino e dei frantoi, con cui macella le anime dei malvagi. | Shezmu                                                    |                  |
| Shu                        | Personificazione dell'aria, dell'atmosfera e della luce; membri dell'Enneade. |                                                           |                  |
| Sia                        | Personificazione della percezione conoscitiva e dell'intelletto. | Saa                                                       |                  |
| Sobek                      | Dio-coccodrillo venerato nel Fayyum e a Kôm Ombo. | Sukhos, Sobku, Sebek, Sobk                                |                  |
| Sopdu                      | Dio del cielo e delle frontiere orientali dell'Egitto. | Soped, Septu                                              |                  |
| Sopedet                    | Deificazione della stella Sirio. | Sothis                                                    |                  |
| Sokar                      | Dio-falco della necropoli menfita e della vita dopo la morte. |                                                           |                  |
| Ta-Bitjet                  | Dea-scorpione minore. |                                                           |                  |
| Taiet                      | Dea delle bende dell'imbalsamazione. |                                                           |                  |
| Tasenetnofret              | Aspetto minore di Hathor e sposa di Haroeris. |                                                           |                  |
| Tatenen                    | Personificazione del primo tumulo di terra emerso dal caos primordiale. |                                                           |                  |
| Tueret                     | Popolare dea-ippopotamo del parto. | Tauret. Thoeris, Tuat                                     |                  |
| Tefen                      | Uno dei sette scorpioni seguaci di Iside. |                                                           |                  |
| Tefnut                     | Dea-leonessa dell'umidità, della rugiada e della pioggia; membro dell'Enneade. |                                                           |                  |
| Temet                      | Paredra di Atum e protettrice dei morti. | Temit, Itemet                                             |                  |
| Tenem                      | Dio funerario, con la sposa Tenemu costituiva la prima coppia dell'Ogdoade - poi soppiantata da Amon e Amonet.                                                                            |                                                           |                  |
| Tenemit                    | Dea della birra. |                                                           |                  |
| Tenemu                     | Sposa di Tenem e dea del caos primordiale. |                                                           |                  |
| Tenenet                    | Dea del parto e della birra, consorte di Montu. |                                                           |                  |
| Tetet                      | Uno dei sette scorpioni seguaci di Iside. |                                                           |                  |
| Thot                       | Dio lunare della conoscenza, della scrittura, degli scribi, della geometria, dell'astronomia, della medicina e del tempo; patrono di Ermopoli.                                            |                                                           |                  |
| Tjaisepef                  | Arcaico dio-toro della I dinastia menzionato anche nel Medio Regno. |                                                           |                  |
| Tutu                       | Dio-sfinge di epoca greco-romana. |                                                           |                  |
| Uadjedj                    | Dio protettivo popolare nel Periodo tardo dell'Egitto |                                                           |                  |
| Uadjet                     | Dea-cobra tutelare del Basso Egitto. | Buto, Edjo, Uto                                           |                  |
| Uadjuer                    | Personificazione dei laghi del Delta del Nilo. |                                                           |                  |
| Uai                        | Dio creatore minore, creatore del grano, menzionato con Aa nel Tempio di Edfu. |                                                           |                  |
| Uepset                     | Dea-cobra minore, personificazione dell'ureo regale. |                                                           |                  |
| Uerethekau                 | Dea della magia, patrona del faraone. |                                                           |                  |
| Ununu                      | Controparte maschile di Unut. | Uenenu                                                    |                  |
| Unut                       | Dea-serpente o dea-lepre venerata nella regione Ermopoli. | Uenet, Unit                                               |                  |
| Uosret                     | Dea minore di Tebe. | Uasret                                                    |                  |
| Upuaut                     | Dio-sciacallo funerario e guerriero, patrono di Asyūṭ. |                                                           |                  |
| Ueneg                      | Figlio di Ra e garante dell'ordine cosmico. |                                                           |                  |
| Yam                        | Tirannico dio siriano del mare. |                                                           |                  |

## Gruppi di divinità
- Anime di Pe e Nekhen — Divinità che personificano le anime dei sovrani predinastici dell'Egitto[179].
- Divinità delle caverne dell'oltretomba — Divinità infere incaricate di castigare le anime dei malvagi, ricapitolando e divorandone i corpi[180].
- Divinità dei cancelli dell'oltretomba — Pericolose divinità infere di guardia ai cancelli del mondo dei morti (affiancate da divini Portinai e Araldi), da ingraziarsi mediante incantesimi e conoscendone i nomi[181].
- Enneade — Atum e la sua discendenza: i figli Shu e Tefnut, i nipoti Geb e Nut e i pronipoti Osiride, Iside, Seth e Nefti[182].

- Figli di Horo — Quattro dèi (Duamutef, Hapi, Imset e Qebehsenuf) che proteggevano gli organi dei defunti, nei vasi canopi[48].
- Giudici di Maat — Quarantadue deità giudicanti, divinità minori della giustizia (Maat) che partecipavano alla psicostasia e al giudizio di Osiride nell'aldilà[40].
- Hemsut — Protettive dee del fato, del destino e della creazione scaturita dall'abisso primordiale, figlie di Ptah, legate al concetto di ka[183].
- Khetaat — Divinità menzionate nei "Testi delle piramidi" in un arcaico gruppo anteriore all'Enneade[184].
- Ogdoade — Otto divinità personificanti il caos esistente prima della creazione: Amon, Amonet, Nun, Nunet, Hu, Huhet, Kuk, e Kuket[185].
- Ore — Dodici dee infere, figlie di Ra, personificazioni dell'ordine del tempo sul caos e combattenti contro i nemici di Ra[186].
- Scorpioni seguaci di Iside — Sette scorpioni protettori di Iside, incinta di Horus, in fuga da Seth[42].
- Shemsu-Hor — Compagni semidivini di Horus e mitici sovrani dell'Egitto predinastico[187].
- Stelle — Deificazioni ("Imperiture") delle stelle e costellazioni, emerse con Ra dalle acque primordiali - fra cui i "Trentasei Decani", stelle superiori.
- Ueru — Varie divinità sacrificali arcaiche a disposizione dei bisogni del faraone defunto.

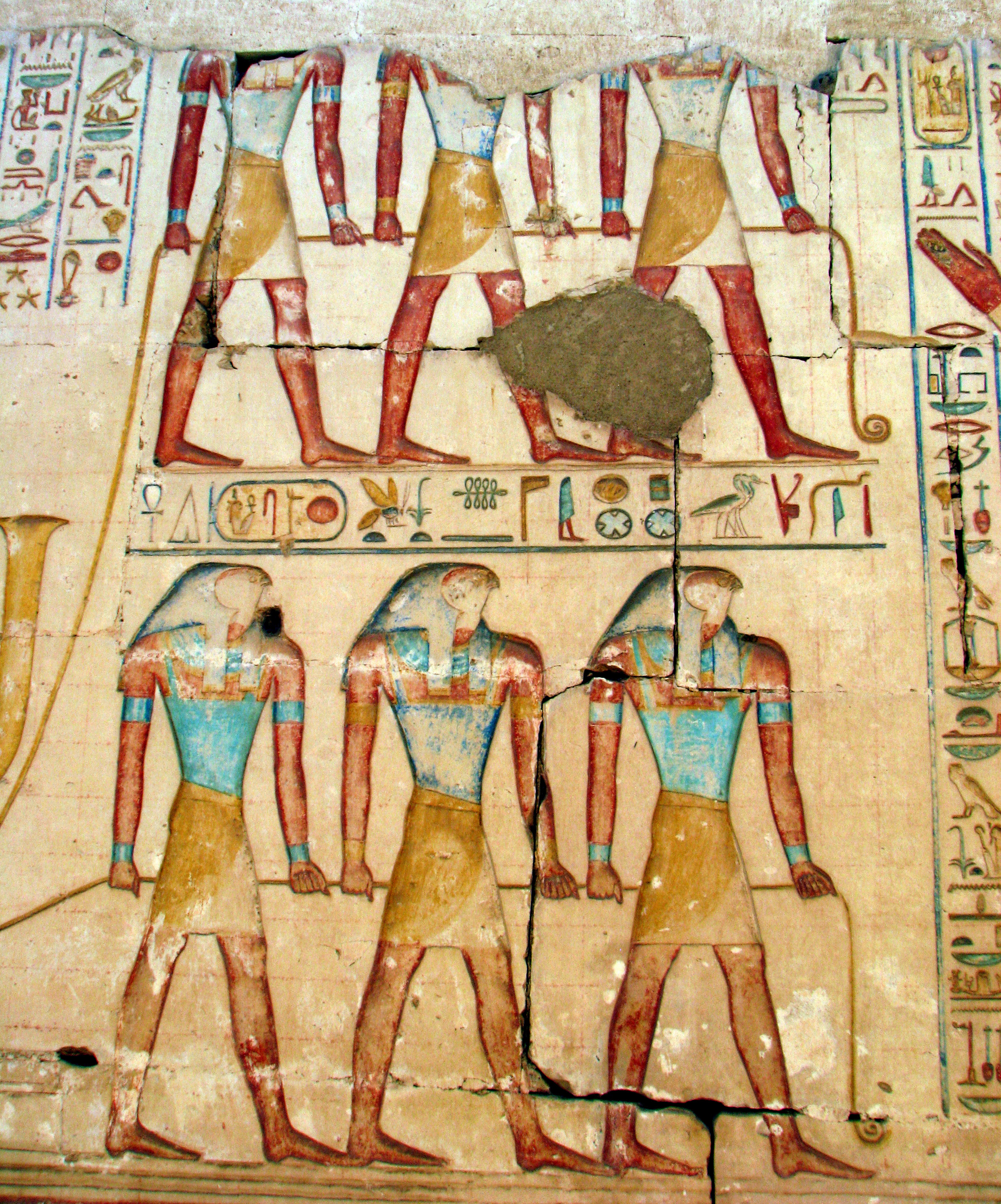
Anime di Pe e Nekhen. Tempio di Ramses II ad Abido.
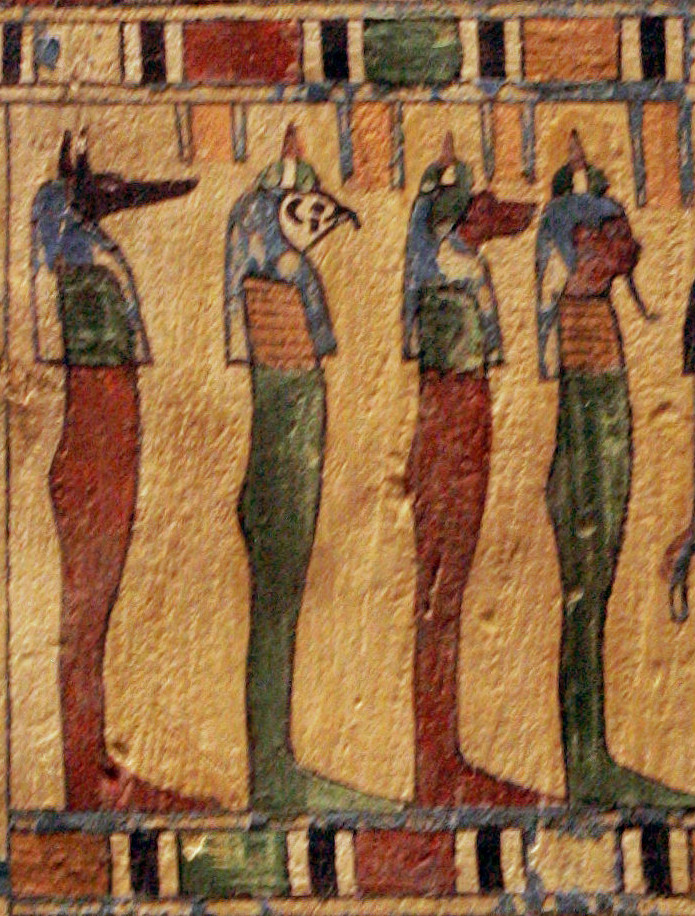
I Figli di Horo su una stele funeraria. Museo del Louvre, Parigi.
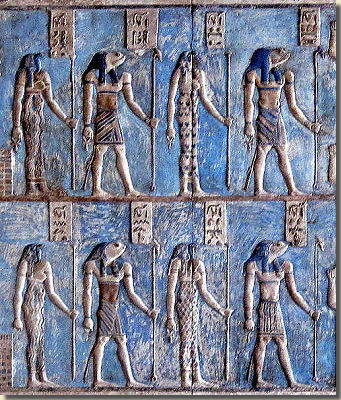
L'Ogdoade in un rilievo del Tempio di Dendera.
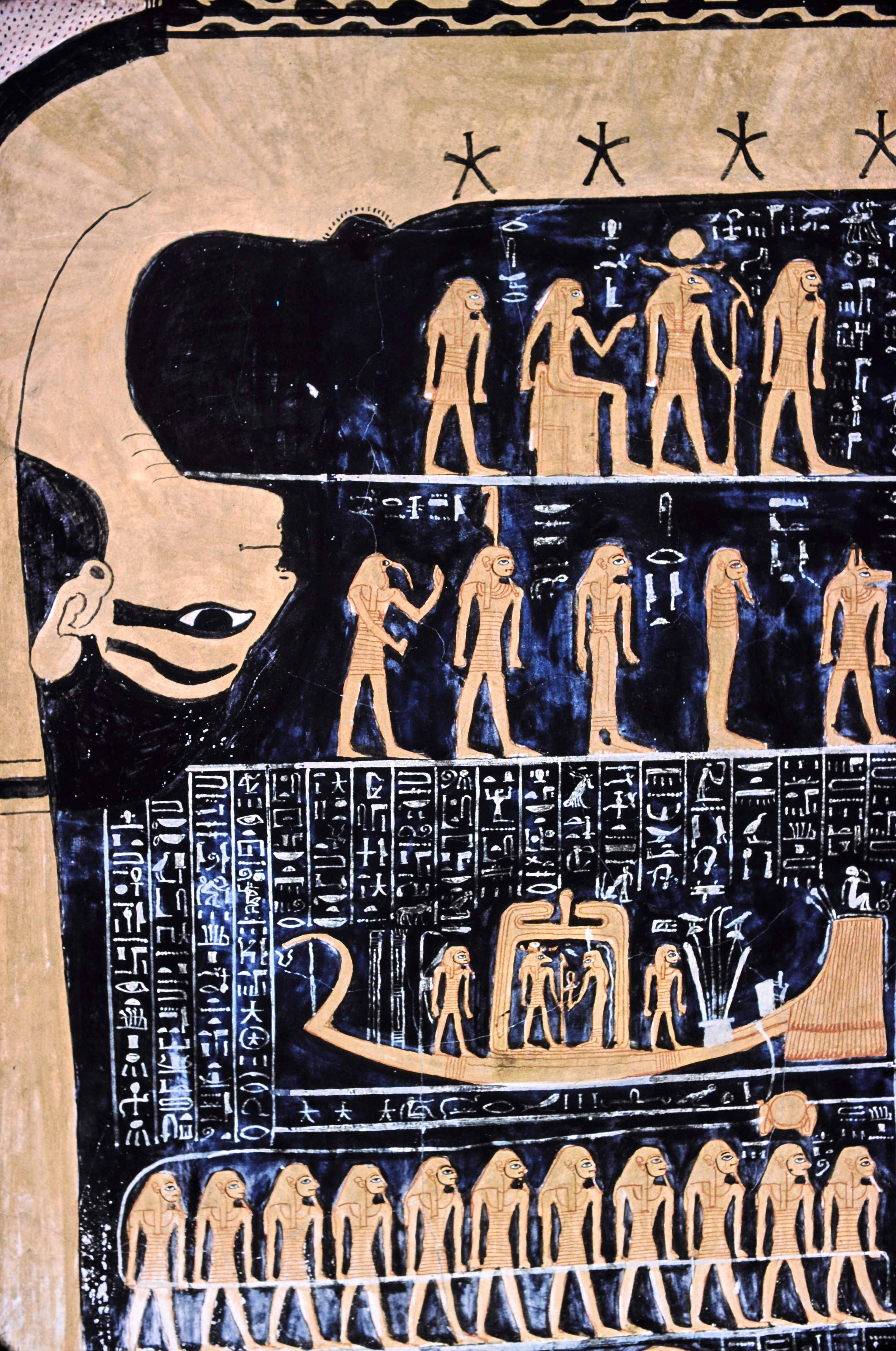
La dea del cielo Nut e le deità delle stelle e costellazioni. Tomba di Ramses VI.
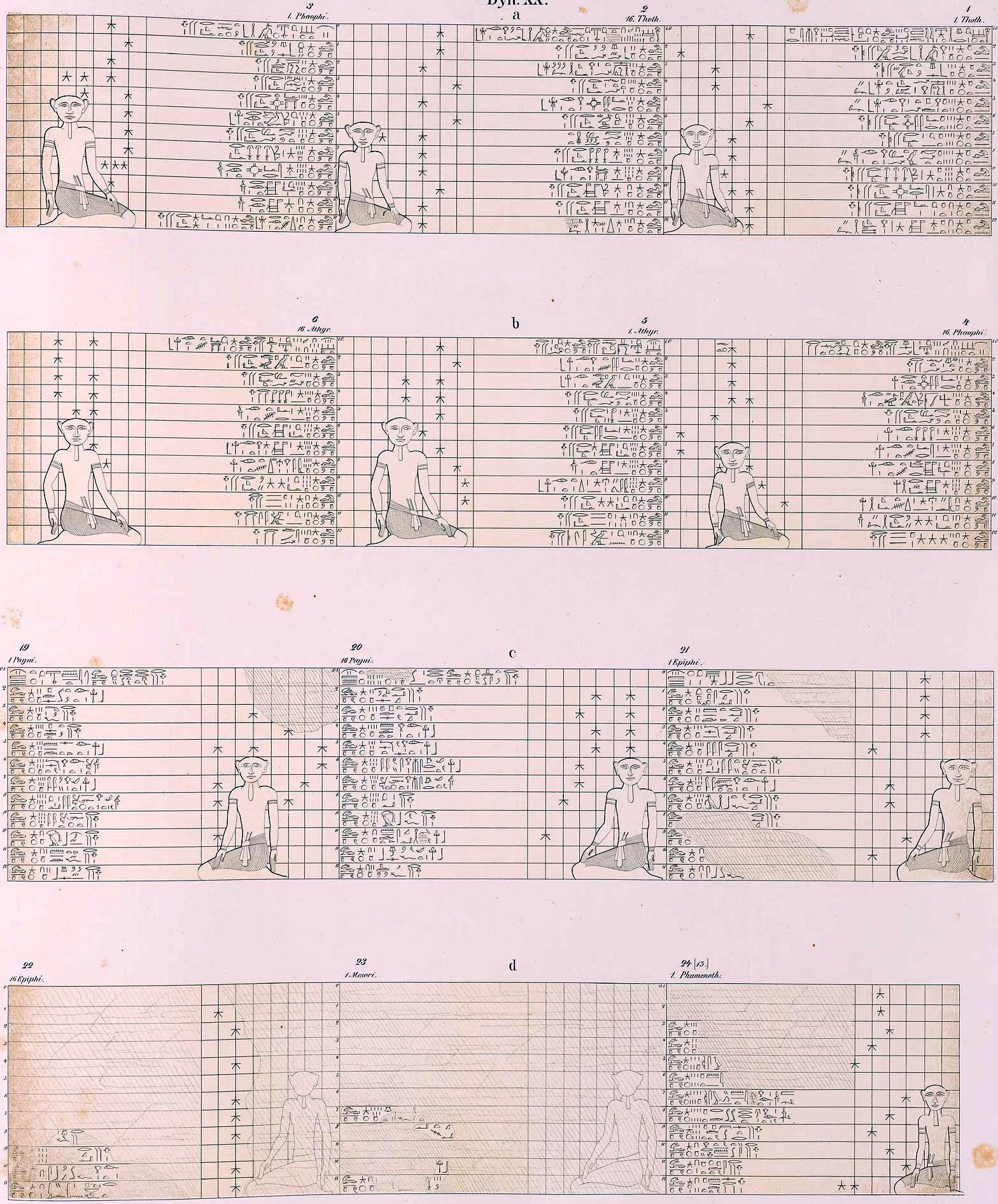
Copia di Karl Richard Lepsius di divinità astronomiche nella tomba di Ramses IX.